# Cherif Mohamed Aly Aidara
El Jerife Mohamed Aly Aidara (francés: Cherif Mohamed Aly Aidara) es un líder religioso chiita senegalés-mauritano conocido por su trabajo en el desarrollo internacional en África occidental. Es destacado como una de las principales figuras religiosas chiitas en Senegal y África occidental.

## Primeros años
De ascendencia mixta mauritana y fulani, el Jerife Mohamed Aly Aidara nació en 1959 en Darou Hidjiratou, una aldea en la comuna de Bonconto, ubicada en la región de Kolda, al sur de Senegal, la cual fue fundada por su padre. Su padre es el Jerife Al-Hassane Aidara, un hombre mauritano de la rama “Ahl cherif Lak-hal” de la tribu Laghlal de Mauritania, quien afirma ser descendiente del Jerife Moulaye Idriss de la dinastía Idrisid, mientras que su madre es Maimouna Diao, una peul senegalesa (Fulani) del clan Diao. Como jerife senegalés, Aidara afirma ser descendiente directo del profeta Mahoma.
Luego de completar la educación islámica tradicional en Senegal, gran parte de la cual fue enseñada por su padre, Aidara continuó su educación en la Alianza Francesa en París, Francia. Habla árabe, inglés, francés, pulaar (fulfulde) y wolof con fluidez.
Su hermano, el Jerife Habib Aidara, es el alcalde de la comuna de Bonconto.

## Carrera
En el año 2000, el Jerife Mohamed Aly Aidara fundó la ONG “Instituto Internacional Mozdahir” en Senegal. Aidara se ha centrado en la educación y el desarrollo, como la gestión de proyectos de desarrollo social, la promoción del uso de las microfinanzas islámicas y el aumento de la concienciación sobre el islam chiita en Senegal.
Durante el inicio de su carrera, Aidara centró sus proyectos de desarrollo y educación principalmente en la región de Casamanza (Fouladou) al sur de Senegal, pero desde entonces se ha expandido más allá de Senegal a otras partes de África occidental, incluyendo Mali, Guinea Bissau, Burkina Faso, Costa de Marfil y otros países africanos. Viaja internacionalmente con frecuencia para colaborar con importantes ONG internacionales como el Programa Mundial de Alimentos.
Ha construido y ampliado la comunidad Mozdahir en ciudades senegalesas como Dakar, Dahra Djoloff, Kolda, Ziguinchor, Saloum y Vélingara. También fundó la aldea de la comunidad Mozdahir de Nadjaf Al Achraf y ayudó en el desarrollo de las aldeas Teyel y Foulamori, con escuelas y mezquitas construidas en cada una de esas aldeas.
Aidara también dirige las estaciones de radio “Radio Mozdahir FM” en Dakar y “Radio Zahra FM” en Kolda.

## Libros
Libros en francés:
- Les Vérités de La Succession du Prophète
- Sayyidda Zaynab (pslf) l’héroïne de Karbala
- La prière du Prophète Mouhammad (pslf) selon les membres de sa famille
- Ghadir Khoum: Qui relate l’évènement de Ghadir et le fameux discours du prophète (pslf) ce jour-là.
- Achoura jour de deuil ou jour de fête?
- Principes de la finance islamique